# Creurgops
Creurgops är ett litet fågelsläkte i familjen tangaror inom ordningen tättingar. Släktet omfattar endast två arter som förekommer i Anderna från Colombia till västra Bolivia:
- Orangetofsad tangara (C. verticalis)
- Skiffertangara (C. dentatus)